# علم النفس التطوري

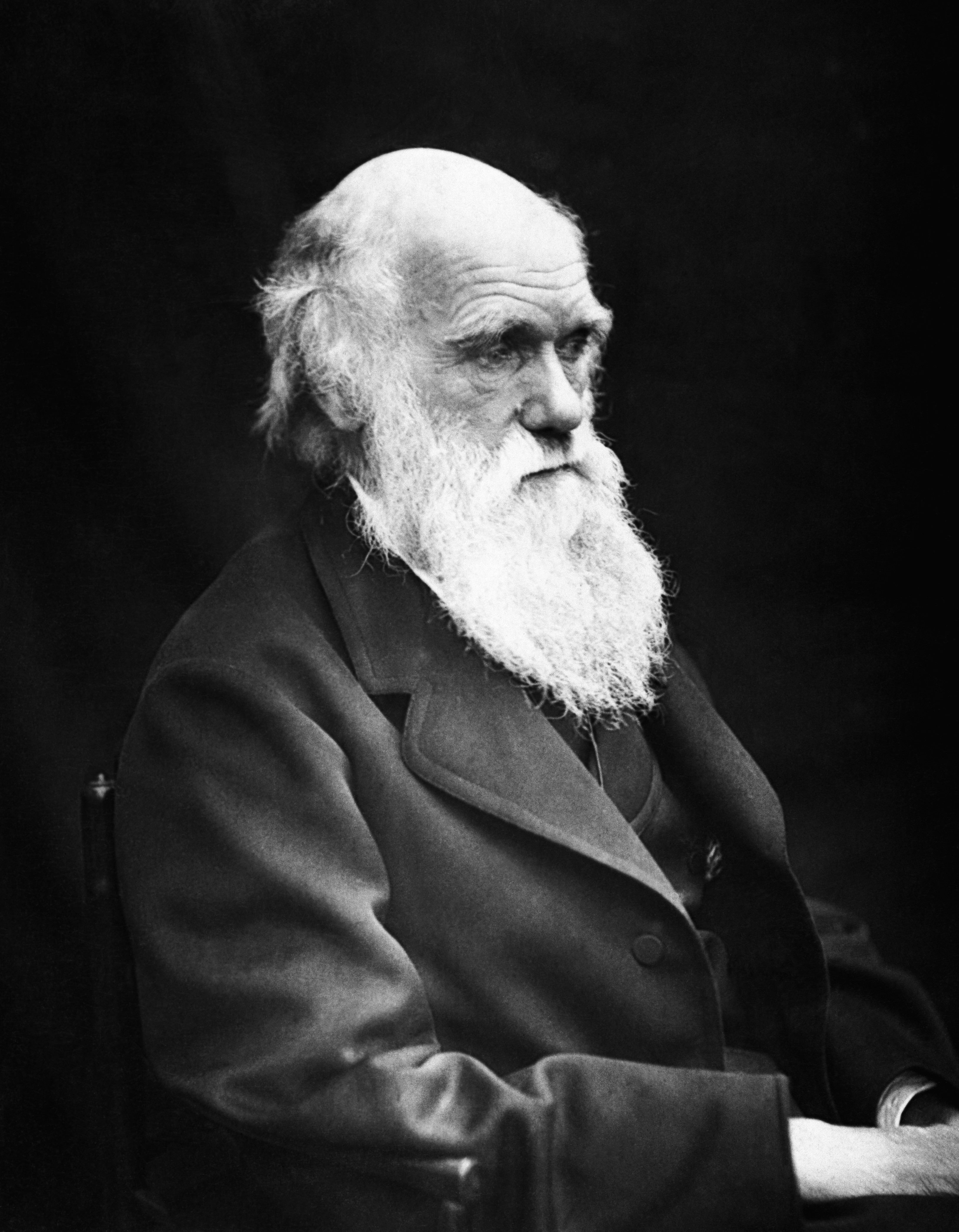
تشارلز داروين، نظريته في الانتقاء الطبيعي هي الجذر التاريخي لعلم النفس التطوري

علم النفس التطوري (بالإنجليزية: Evolutionary Psychology) هو منهج في العلوم الإنسانية والطبيعية يعنى بدراسة السمات النفسية كالذاكرة، والإدراك، واللغة من منطلق تطوري حديث. ويسعى إلى التعرف على السمات النفسية التي تطورت للتكيف مع العالم المحيط، أي النتاج الفعال للانتخاب الطبيعي والانتخاب الجنسي. التفكير بالوظائف الفيسيولوجية بالجسم من منطلق تكيفي، كالقلب، والرئة، والنظام المناعي شائع جدا في علم الأحياء التطوري. بعض علماء النفس التطوريين يستعملون نفس طريقة التفكير في علم النفس، محتجين بأن العقل نمطي التكوين وهو بذلك يشبه الجسم، حيث تكون التكيفات النمطية المختلفة تخدم أهداف مختلفة. علماء النفس التطوريين بجادلون بأن السلوك الإنساني هو من مخرجات التكيفات النفسية التي تطورت لحل مشكلات متكررة في بيئات أسلاف البشر.
المقاربة التكيفية هذه تتزايد بثبات في مجال علم النفس بشكل عام.
علماء النفس التطوريين يقترحون أن مجال علم النفس التطوري ليس مجرد فرع من فروع علم النفس، بل ان النظرية التطورية تستطيع أن توفر اطار تأسيسي يمكنه دمج مجال علم النفس بأكمله، كما فعلت مع علم الأحياء.
علماء النفس التطوريين يتمسكون بفكرة أن السلوكيات والسمات التي تظهر عالمياً في جميع الثقافات، مرشحة للتكيف التطوري، تتضمن تلك الصفات القدرة على استنتاج مشاعر الآخرين، التمييز بين الأقارب وغير الأقارب، التعرف وتفضيل الأزواج الأصحاء، والتعاون مع الآخرين، ويبلغون بنجاحات اختبارات ذات توقعات نظرية بما يخص مواضيع من مثل، قتل الأطفال الرضع، الذكاء، أنماط الزواج، المجون، إدراك الجمال، والمهور.
نظريات ومكتشفات علم النفس التطوري لها تطبيقات في مجالات عدة، كالاقتصاد، البيئة، الصحة، الإدارة، القانون، الطب النفسي، السياسة، والأدب.
الجدل بما يخص علم النفس التطوري يتعلق بمدى قابليتها للخضوع للاختبار، الافتراضات التطورية والادراكية (كطريقة عمل الدماغ النمطية، والظنية المتعلقة بالبيئة السلفية)، أهمية التفاسير الغير تطورية والغير جينية، وكذلك ما يتعلق بالمشاكل السياسية والعرقية التي قد تنتج عن تفسير النتائج البحثية.
علم النفس الارتقائي أو علم النفس النمائي هو أحد فروع علم النفس النظرية حيث يختص بدراسة أثر بعد الزمن على الظاهرة السلوكية منذ بدء الحياة بتكوين الجنين وحتى نهايتها.
وقد كان علم النفس الارتقائي في بدايته يهتم بفترة النمو الأولى في حياة الإنسان، أي في مرحلة الطفولة، ربما لأنها الفترة التي يحدث فيها أكبر قدر من التغيرات في فترة زمنية قصيرة. ولكن ميدان علم النفس الارتقائي امتد بعد ذلك حتى شمل مرحلة المراهقة والشباب والكهولة فالشيخوخة وإلى نهاية العمر.

## أولا: نشأة علم النفس الارتقائي

### في العصور القديمة
وجدت كتابات فرعونية في مصر القديمة على جدران المعبد تصور مراحل تطور الجنين بصورة تدعو إلى الدهشة، وقد حفلت كتابات الفلاسفة اليونانية بكثير من الآراء حول ظاهرة النمو والحياة والعوامل المؤثرة فيهما.

### في العصور الوسطى
كاد المفكرون في العصور الوسطى الأوربية أن يكتفوا بترديد آراء الفلاسفة اليونانيين وشرحها والتعليق عليها. وأهم ما كان يميز هذه الفترة في مسيرة علم النفس الارتقائي أن المفكرين لم ينظروا إلى الطفل باعتباره طفلاً-أي يختلف عن الراشد الكبير في قدراته واستعداداته وميوله- بل كان جل اهتمامهم منصباً على الراشدين والذكور منهم بصفة خاصة. أما الفكر العربي الإسلامي فقد انتبه بقوة إلى ظاهرة النمو بفعل الآيات القرآنية الكريمة التي تحدث عن أصل مادة الإنسان، وعن مراحل نموه، وعن أوجه الشبه بين الطفولة والشيخوخة، وعن سن النضج عند الإنسان في منتصف العمر، وعن مدة الرضاعة.

### في العصور الحديثة
من أول الكتّاب في العصر الحديث الذين لفتوا النظر إلى موضوع الطفولة الفيلسوف الإنجليزي جون لوك الذي كان يعتقد أن الأطفال مختلفون تماماً عن الكبار، وقد طالب الآباء بأن يبقوا إلى جانب أبنائهم أطول مدة ممكنة وأن يشاركوهم اللعب وممارسة الرياضة.

### الثورة الصناعية وتطور الاتجاه نحو الأطفال
عندما وصلت الثورة الصناعية إلى أوجها أدرك رجال الأعمال كما أدرك الآباء أن من الخير أن يتعلم الأطفال في المدارس، وكان التعليم الذي يقدم للأطفال في ذلك الوقت لا يزيد عن القراءة والكتابة وبعض الخبرات التي من شأنها أن تجعل الطفل يفهم العالم المحيط به ونظمه وتقاليده وممارساته. وفي القرن التاسع عشر اتخذت بعض الولايات الأمريكية تشريعات تجعل التعليم إجبارياً.

### علم النفس الارتقائي في الطور الجنيني
وقد بدأت نواة علم النفس الارتقائي في التبلور عندما تراكمت البيانات متمثلة في بعض الملاحظات التي سجلها عدد من العلماء على الأطفال. وقد ألقت هذه الملاحظات بعض الضوء على طبيعة الأطفال المختلفة عن الكبار، وعن بعض الجوانب في ظاهرة النمو.

### علم النفس الارتقائي في طور الطفولة
وفي نهاية القرن التاسع عشر وبداية القرن العشرين استطاع بعض العلماء أن يحقق إنجازات كبيرة، بحيث تعد أعمالهم إسهامات مهمة وعلامات أساسية في اليفوعة. وقد نقلت هذه الإسهامات علم النفس الارتقائي من المستوى الجنيني إلى مستوى النضج.
ز- علم النفس الارتقائي في طور اليفوعة والنضج:
كان من نتيجة جهود العلماء السابقين أن شب علم النفس الارتقائي عن الطوق ودخل مرحلة الفتوة وأصبح شاباً يافعاً. وتمتد هذه الفترة من مطلع القرن العشرين على بداية الحرب العالمية الثانية.

## مفهوم النمو وضروب التغير الذي يحدث فيه
النمو في علم النفس هي الزيادة التي تطرأ على حجم الكائن الحي، وما يتبعها من تغيرات أخرى منذ بدء تكوينه في رحم الأم إلى أن تنتهي حياته. وقد اصطلح علماء النفس على تعريف الارتقاء النفسي بأنه تلك السلسلة المتتابعة المتماسكة من التغيرات التي تهدف إلى اكتمال نضج الكائن، ويمر الكائن بهذه السلسلة إلى أن يصل إلى ذروة النضج ثم يأخذ في الانحدار بعد ذلك حتى تنتهي حياته. والارتقاء بهذا المعنى يشير إلى نوعين من

## المتغيرات
النوع الأول
وهو التغيرات العضوية، سواء الجسمية منها التي تتعلق بشكل الجسم والأعضاء الظاهرة وحجمها، أم التغيرات الفيزولوجية الداخلية، وهي المتعلقة بالغدد والأجهزة الداخلية في الجسم.
النوع الثاني
وهو التغيرات الوظيفية، هي التي تتعلق بالوظائف النفسية والعقلية للإنسان، وهي تتغير تبعاً لدرجة نضجه.
- التغير في الحجم أو في الكم:

يعني أن التغير يشمل حجم الأعضاء أو كم الوحدات. ففي الجانب الجسمي نجد ان حجم الجسم ككل يزيد ويكبر، كما أن حجم كل عضو على حدة يزيد أيضاً. ينطبق هذا على الأعضاء الخارجية كما ينطبق على الداخلية.
- التغير في النسبة:

لا يقتصر التغير في النمو على الحجم أو كم الوحدات وإنما يشمل أيضاً النسبة التي يحدث بها التغير، فالتغير لا يحدث بنسبة واحدة في كل الأعضاء، بل يحدث تغير في النسب، بمعنى أن أجزاء في الجسم تنمو بنسبة أكبر من الأجزاء الأخرى.
- التغير كاختفاء لخصائص قديمة وظهور خصائص جديدة:

ويحدث هذا عندما ينتقل الطفل من مرحلة من مراحل النمو إلى المرحلة التي تليها. وتكون هذه الخاصية القديمة من خصائص المرحلة التي انتقل منها الطفل، ولذا تميل إلى التناقض أو التضاؤل حتى تختفي، بينما تبدأ الخصائص الجديدة والتي تنتمي إلى المرحلة الجديدة التي انتقل إليها الطفل وتأخذ في التبلور. ومن الأمثلة الشهيرة على هذه التغيرات ما يحدث عند انتقال الطفل من مرحلة الطفولة المتأخرة إلى مرحلة المراهقة.
- التغير في معدل النمو:

من ضروب التغير التي تحدث في النمو أن يتغير معدل النمو في كل جانب من جوانبه. ففي الجانب الجسمي مثلا لا يسير معدل النمو بسرعة واحدة طوال دورة النمو الجسمي، وهو ما يحدث في بقية جوانب النمو.

## المميزات العامة للارتقاء النفسي
العلم هو إخضاع الظواهر من موضوع الدراسة للمنهج العلمي، بهدف استنباط القواعد والقوانين التي تحكم هذه الظواهر. وعندما درس العلماء ظاهرة الارتقاء استطاعوا أن يستنبطوا خصائص معينة لهذه الظاهرة نستطيع أن نجملها فيما يأتي:
1-الارتقاء عملية داخلية
بمعنى أن عملية النمو تحدث داخل الكائن الحي، ويظهر آثار هذا النمو على شكل تغيرات في الجانب الجسمي، وتغيرات في سلوك الفرد في اتجاه القيم الاجتماعية، إذا سار النمو في طريقة الطبيعي.
2-الارتقاء عملية كلية
بمعنى إن النمو يحدث للكائن الحي ككل، ولا يحدث لجانب واحد دون الجوانب الأخرى، أو لعضو دون سائر الأعضاء،
3-هناك نمط للتغيرات الارتقائية
فهي تسير أحيانا من العام إلى الخاص ومن المجمل إلى المفصل، كما تسير في الاتجاه المضاد أحيانا أخرى. فالمتغيرات تتجه من العام إلى الخاص عندما يستجيب الكائن الحي للمواقف استجابة عامة بكليته، ثم تبدأ أعضاء معينة أو وظائف خاصة في العمل وفي الأعضاء المتعلقة بهذه الاستجابة . فالطفل يحاول أن يميل بجسمه كله ليلتقط شيئا أمامه ثم يتعلم بعد ذلك كيف يحرك يديه فقط.
4-يتبع الارتقاء اتجاهات طولية واتجاهات عرضية
فالنمو يسير في اتجاه محورين متعامدين أحدهما طولي يبدأ من أعلى الرأس ويتجه إلى آخر القدم. والآخر عرضي ويبدأ من منتصف الصدر ويتجه من يمنه ويسره إلى كل من اليد اليمنى إلى أطراف أصابعها واليد اليسرى إلى أطراف أصابعها وينطبق هذا القانون على نمو الجنين قبل الولادة أيضا. فالأجزاء العليا من جسم الجنين تتكون قبل الأجزاء السفلى. فالذراعان تنموان قبل الساقين.
5-الارتقاء عملية مستمرة
بمعنى أن التغيرات التي تحدث للفرد في مختلف جوانبه العضوية والعقلية لا تتوقف طوال حياته. ويغلب على هذه التغيرات طابع البناء في المراحل الأولى من العمر، وطابع الهدم في المراحل الأخيرة منه.
6-الدورات الخاصة في الارتقاء
إذا كان هناك دورة عامة للنمو فإن هناك دورة خاصة بالنمو العقلي وأخرى بالنمو الانفعالي، وثالثة بالنمو الاجتماعي وهكذا، وهذه الدورات وإن كانت مستقلة كل عن الأخرى، فإن كلا منها يتأثر بالدورات الأخرى ويؤثر فيها.
7-العلاقة الإيجابية بين جوانب الارتقاء
وتعني هذه الخاصية أن هناك علاقة بين جوانب النمو المختلفة. وأن هذه العلاقة إيجابية فإذا كان النمو عملية كلية ومستمرة فالعلاقات الموجودة بين جوانب النمو تسير في اتجاه واحد سواء في طور البناء أم في طور الهدم.

## تقسيم فترة الارتقاء إلى مراحل
الارتقاء كما بينا سلسلة من الحلقات المتتابعة تبدأ من تلقيح البويضة وتنتهي بنهاية حياة الفرد. وهكذا نرى إن دورة النمو تشمل الحياة كلها. ومن هنا وجد العلماء لكي يسهل دراستها لابد من تقسيمها إلى مراحل تمثل كل مرحلة منها وحدة لها مميزاتها وخصائصها.
ويختلف علماء النفس في الأسس التي يقسمون على أساسها فترة الارتقاء. فهناك التقسيم الذي يعتمد على الأساس العضوي البيولوجي وقوامه إفرازات الغدد الصماء. وقد قسمت «هيرلوك» فترة النمو إلى إحدى عشرة مرحلة حسب هذا الأساس العضوي
كما أن هناك التقسيم التربوي التعليمي الذي يقسم فترة النمو الأولى إلى مراحل حسب المراحل التعليمية. وبالطبع فإن هذا التقسيم يعتمد في جزء كبير منه على التقسيم العضوي البيولوجي وعلى ذلك تقابل كل مرحلة تعليمية مرحلة نفسية .

## العوامل التي تؤثر في عملية الارتقاء

### الوراثة والبيئة
1- السلوك بين الوراثة والبيئة
السلوك والشخصية بصفة عامة يتحكم فيها مجموعتان من العوامل. المجموعة الأولى وهي من المجموعة البيولوجية وعلى رأسها الوراثة وبعض العوامل والأخرى، أما المجموعة الثانية فتشمل عمليات التعلم التي سبقت في حياة الفرد والبيئة التي أحاطت بالطفل منذ نشأته ممثلة في شبكة العلاقات الاجتماعية في الأسرة وجماعة الأقران، كما تشمل هذه المجموعة الثانية أيضا المحيط الثقافي العام الذي نشأ في ظله الفرد. وتتشكل هاتان المجموعتان تشكيل سلوك الفرد وشخصيته، بمعنى أن السلوك والشخصية هما نتيجة التفاعل بين هاتين المجموعتين من العوامل.
2- ميكانزمات الوراثة
يتكون جسم الإنسان من مجموعة من الخلايا، تحتوي كل وحدة منها على بعض الأجسام المستطيلة المتناهية في الصغر تسمى بالكروموسومات أو الصبغيات، وتتألف كل صبغية أصلا من حامض نووي يحمل الجينات وهي مصدر الوراثة، لأنها المسؤولة عن نقل الصفات الوراثية من الوالدين إلى الأبناء. وتبدأ الحياة عند حدوث الحمل وذلك باختراق الحيوان المنوي لجدار البويضة . وعلى الفور تحدد الصبغيات الذكرية مع الصبغيات الأنثوية بما في كل منها من مادة DNA وتتم على الفور عملية الوراثة، وتحدد الصفات التي قدر للفرد أن يرثها من أبنائه وأجداده.
3-عناصر البيئة
البيئة هي المجال الذي يحيط بالفرد ويؤثر فيه ويتأثر به. ويغلب أن تقسم البيئة قسمين، البيئة الطبيعية بعناصرها المادية أو الفيزيقية وبما فيها من نبات وحيوان، والبيئة الثقافية بعناصرها الإنسانية والاجتماعية.
وقبل التعرض لتأثير البيئة بشقيها الطبيعي والثقافي فهناك البيئة الرحمية التي يعيش فيها الإنسان من قبل ولادته-فترة الحمل-حيث إن العوامل الوراثية ينتهي عملها باتحاد الحيوان المنوي بالبويضة الأنثوية وتفاعل الصبغيات الآتية من الوالد مع الصبغيات الآتية من الوالدة.
أما العناصر الطبيعية في البيئة من مناخ وتضاريس وموقع جغرافي وما تسهم به هذه العناصر من تحديد للنشاط الاقتصادي يؤثر في نمو الأفراد.
أما العناصر الثقافية في البيئة قهي أكثر تأثيرا من العناصر الطبيعية على الإنسان وتتضمن هذه العناصر الأسرة والمدرسة وجماعة الأقران ومختلف المؤسسات الاجتماعية والثقافية في المجتمع.
4- التفاعل بين الوراثة والبيئة
وعلى هذا فإن كلا من العوامل الوراثية والعوامل البيئية تؤثر على ظاهرة النمو وفي سلوك الإنسان وفي شخصيته بصفة عامة. ولكن هذه العوامل وراثية أو بيئية تعمل معا ولا تعمل مستقلة، بل تتفاعل حتى ليصعب في بعض الحالات أن نحدد تأثير كل منها.

### النضج والتعليم
مصطلح «النضج» أحد المصطلحات التي استعارها علم النفس البيولوجي شأنه شأن مصطلح التوافق والتكيف. والنضج في علم البيولوجي هو زيادة صبغيات إحدى الخلايا إلى الضعف قبل أن تنقسم إلى خليتين.
وكما يتحدث علماء النفس عن مفهوم الوراثة مقابل مفهوم البيئة فإنهم يتحدثون عن مفهوم النضج مقابل مفهوم التعلم أو المران. والتعلم هنا أو المران يعني تدريب كائن في مواقف معينة من شأنها أن تحدث تغيرات معينة في سلوكه، كأن ندرب الطفل على المشي، أو ندربه على السباحة وغيرها من أساليب السلوك.
والقاعدة الأساسية في العلاقة بين النضج والتعلم هو أن كلا العاملين ضروري لنمو السلوك، فالنضج مثله مثل التعلم لا يكفي وحده لحدوث النمو والارتقاء السلوكي.

### التكوين الغدي
في الجسم ثلاثة أنواع من الغدد لكل منها إفرازات خاصة، وهذه الأنواع هي:
1-الغدد القنوية
وهي الغدد التي تفرز إفرازها عن طريق قنوات فتجمع موادها من الدم، ثم تصب إفرازها عبر قنوات في تجاويف الجسم مثل الأنزيمات الهاضمة، أو على سطح الجلد مثل الغدد العرقية.
2-الغدد اللاقنوية
وهي الغدد التي ليس لها قنوات، ولذا تسمى بالغدد الصماء التي تجمع موادها من الدم، وتضيف إليها إفرازها وتحولها إلى مادة كيميائية تصبها في الدم مباشرة وتسمى هذه الإفرازات «بالهرمونات».
3-الغدد المركبة
وهي الغدد التي لها إفراز داخلي، كما أن لها إفرازا خارجيا مثل البنكرياس والذي يفرز الجزء الأصم فيه هرمون الأنسولين والجلوكاجون، ويفرز الجزء غير الأصم (القنوي) العصارة البنكرياسية التي تساعد على هضم الطعام.

### وظيفة الجهاز الغدي
ويمكن تلخيص الوظائف الأساسية للجهاز الغدي عند الإنسان في وظيفتين أساسيتين: الوظيفة التطويرية والوظيفة التنظيمية. أما التطويرية فهي التي تحفز الأعضاء الداخلية إلى السير قدما في خط النمو السوي، حتى يصل الفرد إلى مرحلة النضج. أما الوظيفة التنظيمية فتقوم على أساس ضمان استمرارية الإفراز، بما يكفل قيام الغدد بمهامها كاملة، وفي التوقيت المناسب.

### التنشئة الاجتماعية كعملية نمو
التنشئة الاجتماعية هي العملية التي يتحول خلالها الوليد الإنساني من طفل رضيع يعتمد كليا على المحيطين به من الكبار أي عضو يسهم في بناء الحياة الاجتماعية وتطورها. والتنشئة الاجتماعية لا تحدث تلقائيا، ولكنها تحدث كنتيجة لمعيشة الطفل في وسط اجتماعي إنساني له ثقافته.

## مناهج البحث في علم النفس الارتقائي
علم النفس الارتقائي كأحد فروع علم النفس النظرية يستخدم مناهج البحث السائدة في مجال علم النفس بصفة عامة، والمناهج التي انتهى إليها العلماء لدراسة الظاهرة النفسية وهي المناهج الوصفية والتجريبية والكلينيكية. وإن كان ذلك لا يمنع من أن علم النفس الارتقائي – مثل غيره من العلوم النفسية- له ميدانه ومشكلاته النوعية. وهذا التفرد جعل لعلم النفس الارتقائي اتجاهات خاصة به يتميز بها عن سائر فروع علم النفس.

## الأسس النظرية
نشأت النظريات التي يعتمد عليها علم النفس التطوري من أعمال تشارلز دارون، بما في ذلك تخميناته حول الأصول التطورية للغرائز الاجتماعية لدى البشر. وقد أصبح علم النفس التطوري الحديث موجودا بسبب التقدم الذي أحرز في النظرية التطورية في القرن العشرين.
يرى علماء النفس التطوري أن الانتخاب الطبيعي زود البشر بالكثير من التكيفات النفسية، وذلك في الغالب بنفس الطريقة التي أنتجت بها تكيفات البشر التشريحية والفيسيولوجية. وكما هو الحال مع التكيفات بشكل عام، فيقال إن التكيفات النفسية مخصصة للبيئة التي يتطور فيها الكائن الحي، أي في بيئة التكيف التطوري. يزود الانتخاب الجنسي الكائنات الحية بالتكيفات المرتبطة بالتزاوج. ففي حالة الذكور من الثدييات، والذين يكون لديهم معدل مرتفع نسبيا من القدرة على التكاثر، يؤدي الانتخاب الجنسي إلى تكيفات تساعدهم على التنافس من أجل الإناث. وفي حالة الإناث من الثدييات، والتي يكون لديها معدل منخفض نسبيا من القدرة على التكاثر، يؤدي الانتخاب الجنسي إلى الاختيارية، والتي تساعد الإناث على انتقاء الذكور الأكثر تميزا. وصف تشارلز دارون كلا من الانتخاب الطبيعي والانتخاب الجنسي، واعتمد على الانتخاب الجماعي ليفسر تطور السلوك الإيثاري (التضحية بالذات). إلا أن الانتخاب الجماعي اعتبر تفسيرا ضعيفا، وذلك لأن الأفراد الأقل إيثارا في أي مجموعة سيكونون أكثر عرضة للبقاء على قيد الحياة، وستصبح المجموعة أقل تضحية بالنفس ككل.
في عام 1964، اقترح ويليام هاميلتون نظرية اللياقة الشاملة، وركز فيها على نظرة متمركزة جينيا للتطور. لاحظ هاميلتون أن الجينات تستطيع زيادة تكرار النسخ لنفسها للجيل الثاني بالتأثير على سمات الكائن الحي الاجتماعية بحيث أنها تؤدي (إحصائيا) إلى المساعدة على النجاة والتكاثر لدى النسخ الأخرى لنفس الجينات. ووفقا لقانون هاميلتون، فإن السلوكيات المضحية بالنفس (والجينات المؤثرة عليها) تستطيع أن تتطور إذا كانت تساعد أقرباء الكائن الحي بدرجة تفوق التضحية بالفرد الحيوان. قدمت نظرية اللياقة الشاملة الحل لمسألة كيفية تطور الإيثار. وتساعد النظريات الأخرى أيضا في تفسير تطور السلوك الإيثاري، بما في ذلك نظرية الألعاب التطوري، تبادل الواحدة بواحدة، والمعاملة المتبادلة العامة. فهذه النظريات تساعد على تفسير تطور السلوك الإيثاري، وتفسر العداء تجاه المخادعين (الأفراد الذين يستغلون إيثار غيرهم لصالحهم).
توضح نظريات التطور متوسطة المستوى علم النفس التطوري. فنظرية انتقاء آر/كيه تقترح أن بعض الأنواع تزدهر بكثرة الذرية، بينما تتبع أنواع أخرى إستراتيجية تقليل الذرية مع استثمار أفراد النوع أكثر بكثير في بعضهم البعض. ويتبع البشر الاستراتيجية الثانية. وتفسر نظرية الاستثمار الأبوي أن الوالدان يستثمران بشكل أكبر أو أقل في أحد أفراد ذريتهم بناء على مدى النجاح المحتمل لذلك الفرد، ومن ثم مدى التحسين الذي سيدخله على لياقة الوالدين الشاملة. وفقا لفرضية تريفرز-ويلارد، يميل الآباء الذين يكونون في ظروف جيدة إلى الاستمثار أكثر في الأبناء الذكور (الذين يكونون أكثر قدرة على الاستفادة من الظروف الجيدة)، بينما من يكونون في ظروف سيئة يميلون إلى الاستثمار أكثر في البنات (اللاتي يكن أكثر قدرة على التناسل بنجاح حتى في الظروف الصعبة). ووفقا لنظرية تاريخ الحياة، فإن الحيوانات تدخل تواريخ الحياة في تطورها لتتكيف مع بيئاتها، فتحدد بذلك التفاصيل اللازمة كالعمر أثناء أول تكاثر وعدد الذرية. تفترض نظرية الوراثة المزدوجة أن هناك تفاعل بين الجينات والثقافة البشرية، فالجينات تؤثر على تطور الثقافة، والثقافة، بدورها، تؤثر على التطور البشري على المستوى الجيني. (أنظر أيضا إلى ظاهرة بالدوين).

## مجالات البحث الرئيسية
يمكن تقسيم مجالات البحث الأساسية لعلم النفس التطوري إلى تصنيفات واسعة من المشكلات التكيفية الناشئة عن نظرية التطور نفسها: النجاة، التزاوج، تربية الأبناء، العائلة والأقارب، التفاعل مع غير الأقارب، والتطور الثقافي.

### النجاة والتكيفات النفسية على المستوى الفردي
تعتبر مشكلات النجاة أهدافا واضحة للتطور والتكيفات الجسدية والنفسية. تتضمن المشكلات التي واجهها أسلاف البشر الحاليين انتقاء الأغذية والحصول عليها، انتقاء المنطقة والمأوى المادي، وتجنب المفترسات والتهديدات البيئية الأخرى.

### الوعي
يتوافق الوعي مع معايير جورج ويليامز لعالمية الأنواع، وتعقيدها، ووظائفها، وهي سمة تزيد كما يبدو من اللياقة.
في ورقته البحثية «تطور الوعي»، يجادل جون اكليس بأن التكيفات التشريحية والجسدية الخاصة بالقشرة الدماغية للثديات أعدت إلى نشوء الوعي. وعلى النقيض من ذلك، جادل آخرون بأن مجموعة الدوائر التكرارية الضامنة للوعي بدائية بشكل كبير جدا، فقد تطورت في البداية لدى أنواع قبل-ثديية لأنها تحسن من سعة التداخل بين كلا البيئتين الاجتماعية والطبيعية، وذلك بتوفير معدات «متعادلة» موفرة للطاقة، والتي تقع في مخرج محرك آلة مستهلكة للطاقة. وبوجودها في مكانها الصحيح، فقد تكون مجموعة الدوائر التكرارية هذه قد وفرت أساسا للتطور اللاحق للعديد من الوظائف التي يسيرها الوعي في الكائنات الحية العليا، وذلك كما أوضح برنارد بارس. وقد اقترح ريتشارد دوكنز أن البشر طوروا الوعي لإخضاع أنفسهم للفكر. ويقترح دانيال بوفينيللي أن القردة الكبيرة المتسلقة للأشجار طورت الوعي لكي تأخذ في اعتبارها كتلتها حينما تتحرك بأمان بأمان بين أفرع الشجر. وبالتوافق مع هذه الفرضية، وجد غوردون غالوب أن الشمبانزي والسعلاة، وليس القردة الصغيرة أو الغوريلا الأرضية، أظهرت وعيا ذاتيا في اختبارات المرآة.
يمكن أن يشير مفهوم الوعي إلى الأفعال الطوعية، الإحاطة، أو اليقظة. ومع ذلك، فحتى السلوك الطوعي قد يتضمن آليات غير واعية. فكثير من العمليات الإدراكية تجري في اللاوعي الإدراكي، ولا تكون متاحة لإحاطة الوعي. وتكون بعض السلوكيات واعية عندما يتم تعلمها، لكنها تصبح غير واعية، وشبه آلية بعد ذلك. يمكن أن يحدث التعلم، وبخاصة تعلم مهارة بشكل ضمني، خارج نطاق الوعي. فعلى سبيل المثال، يعرف كثير من الناس كيف ينحرفون يمينا أثناء قيادة الدراجة، لكن عددا قليلا جدا يستطيع بدقة أن يفسر كيف يقوم بذلك فعلا. يتعامل علم النفس التطوري مع الخداع الذاتي كتكيف يستطيع أن يحسن من نتائج الفرد في التعاملات الاجتماعية.
قد يكون النوم تطور للحفاظ على الطاقة عندما يكون النشاط أقل جدوى أو أكثر خطورة، كما يكون الأمر ليلا، وخصوصا أثناء فصل الشتاء.

## للإستزادة
- بول إيكمان
- نموذج معرفي
- علم نفس
- قائمة مجالات علم النفس
- قائمة مؤسسات علم النفس
- قائمة علماء النفس
- قائمة العلاجات النفسية
- قائمة لائحة منشورات علم النفس
- قائمة طرق الأبحاث
- قائمة مدارس علم النفس
- خط علم النفس الزمني